# Clendenin
Clendenin és una població dels Estats Units a l'estat de Virgínia de l'Oest. Segons el cens del 2000 tenia 1.116 habitants.

## Demografia
Segons el cens del 2000, Clendenin tenia 1.116 habitants, 475 habitatges, i 326 famílies. La densitat de població era de 324 habitants per km².
Dels 475 habitatges en un 24,8% hi vivien nens de menys de 18 anys, en un 53,1% hi vivien parelles casades, en un 10,3% dones solteres, i en un 31,2% no eren unitats familiars. En el 27,4% dels habitatges hi vivien persones soles el 15,2% de les quals corresponia a persones de 65 anys o més que vivien soles. El nombre mitjà de persones vivint en cada habitatge era de 2,32 i el nombre mitjà de persones que vivien en cada família era de 2,8.
Per edats la població es repartia de la següent manera: un 20,3% tenia menys de 18 anys, un 6,7% entre 18 i 24, un 28% entre 25 i 44, un 25,7% de 45 a 60 i un 19,3% 65 anys o més.
L'edat mediana era de 42 anys. Per cada 100 dones de 18 o més anys hi havia 85,4 homes.
La renda mediana per habitatge era de 32.000 $ i la renda mediana per família de 38.021 $. Els homes tenien una renda mediana de 30.000 $ mentre que les dones 18.500 $. La renda per capita de la població era de 16.587 $. Entorn del 9,7% de les famílies i el 14,6% de la població estaven per davall del llindar de pobresa.

## Poblacions més properes
El següent diagrama mostra les poblacions més properes.